# 韋德角 (帕爾默地)
70°41′S 67°41′W / 70.683°S 67.683°W
韋德角是南極洲的海岬，位於帕爾默地西岸的喬治六世海峽沿岸，海拔高度915米，在1936年由英國探險隊測量，現時由南極條約體系管理。